# ارتش یک‌نفره
ارتش یک‌نفره (انگلیسی: Army of One) فیلمی در ژانر کمدی به کارگردانی لری چارلز است که در سال ۲۰۱۶ منتشر شد.

## خلاصه فیلم
گری (نیکلاس کیج) باور دارد از سمت خدا به او الهام شده تا به تنهایی اسامه بن لادن را دستگیر کند. او تنها با یک شمشیر به پاکستان می‌رود تا ماموریتش را انجام دهد و…

## بازیگران
- نیکلاس کیج در نقش گری فالکنر
- وندی مک‌لندن کاوی در نقش مارسی میچل
- رین ویلسون در نقش مأمور سیمونز
- راسل برند در نقش خدا